# Microplidus benitoensis
Microplidus benitoensis är en skalbaggsart som beskrevs av Moser 1918. Microplidus benitoensis ingår i släktet Microplidus och familjen Melolonthidae. Inga underarter finns listade i Catalogue of Life.